# 안산향교지
안산향교지(安山鄕校址)는 대한민국 경기도 안산시 상록구 수암동에 있는 안산향교의 터이다. 1944년 일제의 1군 1향교 정책에 따라 시흥향교와 함께 과천향교에 통폐합되었으며, 6·25전쟁으로 안산초등학교가 소실되었을 때도 임시 교사로 이용되었다. 휴전 이후 1950년대 철거되었으며, 일부 자재가 수암동 노인회관을 건립할 때 쓰였다. 현재 안산시에서 복원을 추진 중이다.
2016년 11월 28일 안산시의 향토유적 제27호로 지정되었다.

## 개요
안산향교의 건립 시기와 처음 위치 등은 정확히 알 수 없으나, 문종(文宗)[1019~1083]의 탄생지라 하여 안산이 군으로 승격된 1308년(충렬왕 34) 직후 건립된 것으로 보인다. 안산향교가 현재의 위치에 건립된 것은 1569년(선조 2)으로 전해진다.
강극성(姜克誠)이 쓴「안산신교기(安山新校記)」에 따르면, 1568년 안산군수로 부임한 유(劉)모가 당시 안산향교가 누추한 곳에 초라하게 방치되어 있는 것을 안타깝게 여겨 이듬해 주변이 깨끗하고 양지바른 곳에 자리를 잡아 공사를 시작하였다. 이때 경비는 안산관아의 곡식과 고을 유지의 염출로 충당되었고, 자재는 배를 통해 한강 어귀에서 운반해 왔다고 한다.
임진왜란 때 전국의 대다수 향교가 불타 없어지는 상황에서도 안산향교는 온전히 보존되었으며, 1918년 대대적으로 중수되었다. 일제의 강점 직전인 1910년 안산공립보통학교 교사로 사용된 적이 있고, 1917년 건물 일부가 폭우로 무너지자 목재를 안산공립보통학교 비료창고 건축에 활용하기도 하였다.
1944년 일제의 1군 1향교 정책에 따라 시흥향교와 함께 과천향교에 통폐합되었으며, 6·25전쟁으로 안산초등학교가 소실되었을 때도 임시 교사로 이용되었다. 안산향교 건물은 1957년 철거되었는데, 자재 일부가 안산시 상록구 수암동의 노인회관 건축 자재로 사용되었다.